# Chinesische Spitzmaus
Die Chinesische Spitzmaus (Sorex sinalis) ist eine Spitzmausart aus der Gattung der Rotzahnspitzmäuse (Sorex). Sie kommt in den Provinzen Gansu, Sichuan und Shaanxi in der Volksrepublik China vor.

## Merkmale
Mit einer Kopf-Rumpf-Länge von 6,4 bis 8,5 Zentimetern zählt die Chinesische Spitzmaus zu den mittelgroßen bis großen Spitzmausarten. Der Schwanz erreicht eine Länge von 49 bis 68 Millimetern – und ist damit nur wenig kürzer als der Restkörper – der Hinterfuß von 13 bis 17 Millimetern. Das Rücken- und Bauchfell ist einfarbig graubraun bis braunoliv. Im Vergleich zur sehr ähnlichen Taigaspitzmaus (S. isodon) ist die Schnauze etwas länger und der Schädel etwas schmaler.
| 1 | · | 5 | · | 1 | · | 3 | = 32 |
| 1 | · | 1 | · | 1 | · | 3 | = 32 |

Der Schädel hat eine Gesamtlänge von 20 bis 22 Millimetern und eine Breite von 8,6 bis 9,6 Millimetern mit einem langen Rostrum (Schnauze). Wie die meisten Arten der Gattung besitzt die Art im Oberkiefer pro Hälfte einen Schneidezahn (Incisivus) und danach fünf einspitzige Zähne, einen Vorbackenzahn (Praemolar) und drei Backenzähne (Molares). Im Unterkiefer besitzt sie dagegen einen einzelnen Eckzahn (Caninus) hinter dem Schneidezahn. Insgesamt verfügen die Tiere damit über ein Gebiss aus 32 Zähnen. Die Zahnwurzeln sind wie bei den meisten Rotzahnspitzmäusen rot gefärbt. Auf dem ersten Schneidezahn besitzt die Art einen kleinen mittigen Zacken. Die einspitzigen Zähne des Oberkiefers nehmen in der Größe vom ersten bis zum fünften graduell ab.

## Verbreitung

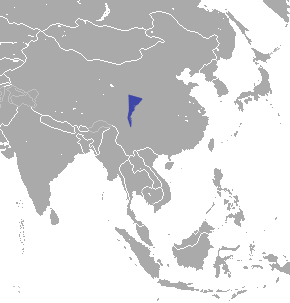
Verbreitungsgebiet (blau) der Chinesischen Spitzmaus

Die Chinesische Spitzmaus ist endemisch in der Volksrepublik China und kommt in den Provinzen Gansu, Sichuan und Shaanxi vor. Die Höhenverbreitung liegt wahrscheinlich bei 2700 bis 3000 Metern.

## Lebensweise
Über die Lebensweise dieser Art liegen wie bei vielen Arten der Gattung nur wenige Daten vor. Die Chinesische Spitzmaus ist wahrscheinlich ein Hochgebirgsspezialist und kommt nur im Gipfelbereich der Berge ihres Verbreitungsgebietes vor. Die Habitate sind felsig mit Moospolstern. Wie alle Spitzmäuse ernährt sich auch diese Art von wirbellosen Tieren, vor allem Insekten. Innerhalb ihres Verbreitungsgebiets lebt sie teilweise sympatrisch mit der Rückenstreifen-Spitzmaus (S. cylindricauda).

## Systematik
Die Chinesische Spitzmaus wird als eigenständige Art innerhalb der Gattung der Rotzahnspitzmäuse (Sorex) eingeordnet, die aus etwa 80 Arten besteht. Die wissenschaftliche Erstbeschreibung stammt von Thomas aus dem Jahr 1912, der ein Individuum aus der Region Feng, Provinz Shaanxi, aus einer Höhe von 3200 Metern beschrieb. Die Art wurde lange als konspezifisch mit der Taigaspitzmaus (S. isodon) und als Unterart der Waldspitzmaus (S. araneus) betrachtet, gilt heute jedoch als eigene Art. Innerhalb der Gattung wird die Art in die Untergattung Sorex eingeordnet.
Innerhalb der Art werden neben der Nominatform Sorex sinalis sinalis keine weiteren Unterarten unterschieden.

## Bedrohung und Schutz
Von der International Union for Conservation of Nature and Natural Resources (IUCN) wird die Chinesische Spitzmaus aufgrund fehlender Daten nicht eingeordnet und als „data deficient“ gelistet, bis 1996 war sie als gefährdet eingestuft. Es sind nur einzelne Nachweise aus einem vergleichsweise großen Gebiet bekannt und es gibt keine Bestandsdaten. Es scheint, als sei die Art auf die Bergspitzen begrenzt.